# Timálie šedá
Timálie šedá (Argya squamiceps) je pěvec zařazený do čeledi Leiothrichidae.

## Popis
Timálie šedá na délku měří 26 až 29 centimetrů, rozpětí křídel činí 31–33,5 cm. Váží 64 až 83 gramů. Peří je šedo-hnědě zbarveno na vrchní části těla a světlejší je na dolní části těla.

## Chování

### Reprodukce
Rozmnožují se v období zhruba od února do července – délka tohoto období se může lišit v závislosti na sezonním úhrnu srážek v regionu, který mění dostupnost potravy. Vejce (většinou 4) snáší obvykle mezi únorem a červencem. Ty jsou inkubovány po dobu okolo 14 dní.

### Potrava
Potravu timálií šedých tvoří bezobratlí (zvláště členovci), malí obratlovci (ještěrky, gekoni a hadi) a rostliny i jejich části, například nektar, květiny, bobule, listy a semena.